# Typhloscolex muelleri
Typhloscolex muelleri är en ringmaskart som beskrevs av Busch 1851. Typhloscolex muelleri ingår i släktet Typhloscolex och familjen Typhloscolecidae. Arten har ej påträffats i Sverige. Inga underarter finns listade i Catalogue of Life.